# Patti Bown
Patricia Anne Brown, dite Patti, est une pianiste américaine (Seattle, Washington, 26 juillet 1931 - Media, Pennsylvanie, 16 mars 2008).

## Discographie
Enregistrements :
- Avec Bill Coleman :
  - Nothin' But The Truth (1959)
  - Have Blues (1960)
  - We'll Play 'Em (1960)
- Avec Cal Massey :
  - Blues to Coltrane (1961 Candid)
- Avec Amons :
  - You'd Be So Nice To Come Home (1962)